# Ericofon

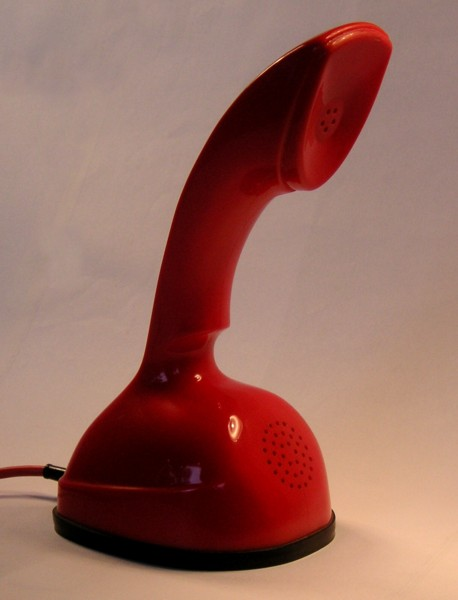
Ericofon

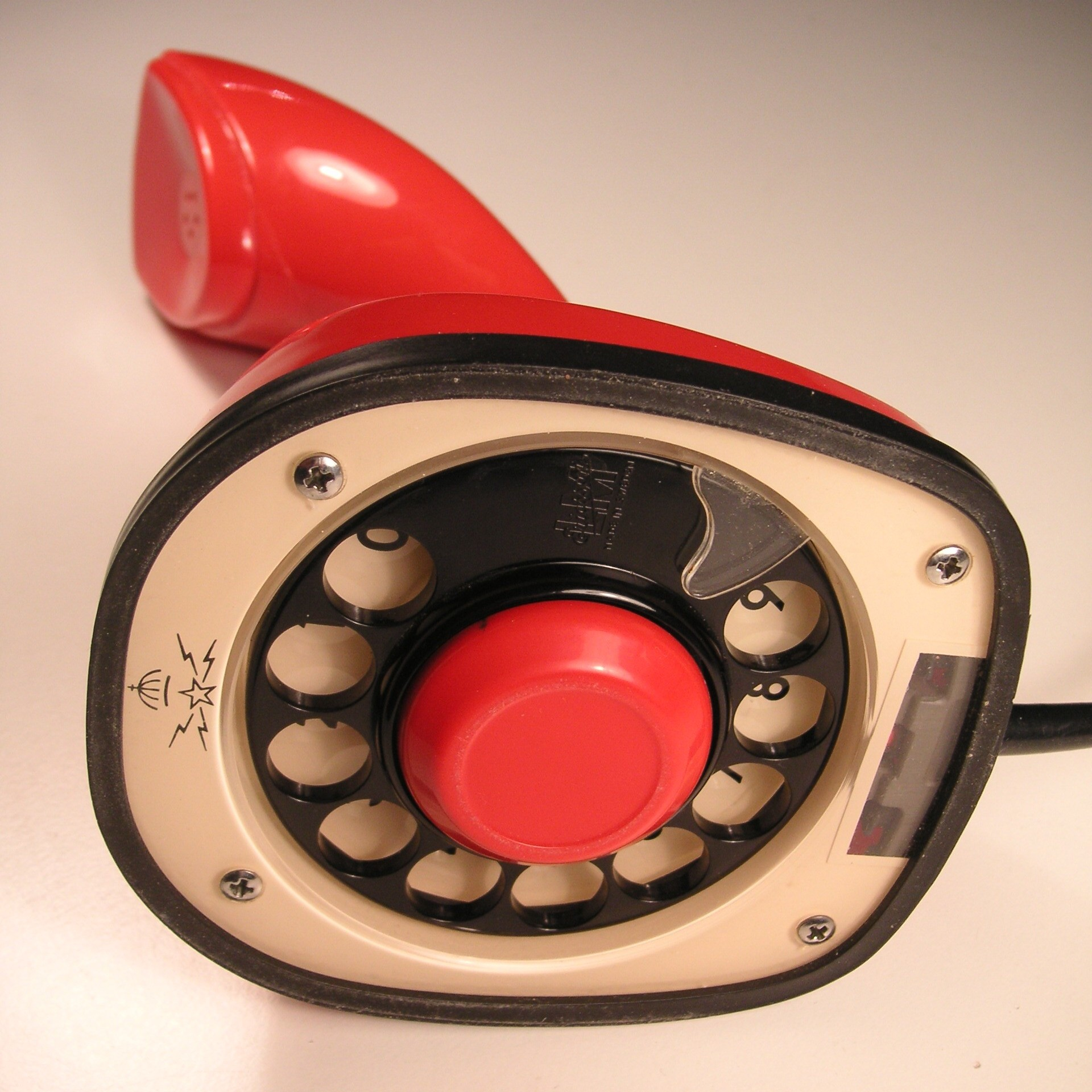
Ericofon, bottom view

Ericofon é um telefone sueco criado pela Ericsson. Foi desenhado no final da década de 1940 por uma equipa que incluia Gösta Thames, Ralph Lysell e Hugo Blomberg. Uma característica do telefone é o facto de ser feito a partir de uma única peça de plástico e é considerado um marco na história do design industrial de plástico. A produção em série começou em 1954.
Os primeiros modelos eram apenas vendidos a instituições, mas em 1956 começou a produção para o mercado em geral na Europa e Austrália. Na Suécia é conhecido por telefone cobra, devido à semelhança com uma serpente.
O Bell Telephone Laboratories não permitiram a entrada do modelo nos Estados Unidos a principio, mas rapidamente se tornou num best-seller. Quando foi introduzido no mercado eatadunidense, estava disponível em 18 cores, mas a transferência da producção para a North Electric reduziu esse número para 8.
Os primeiros Ericofons eram puramente mecânicos, enquanto versões mais tardias eram cada vez mais electrónicas. Em 1967 uma versão de botão foi introduzida e uma tentativa de redesign, o modelo 700, nunca teve sucesso.